# Hammaptera dispansa
Hammaptera dispansa là một loài bướm đêm trong họ Geometridae.